# Europe Today
Europe Today är en europeisk dagstidning på engelska som täcker nyheter från ett europeiskt perspektiv.
Europe Today blev nationell vinnare för Sverige av Europeiska Karlspriset för ungdomar 2011.